# Cyclea hypoglauca
Cyclea hypoglauca là một loài thực vật có hoa trong họ Biển bức cát. Loài này được (Schauer) Diels mô tả khoa học đầu tiên năm 1910.